# Breda Ba.88
El Breda Ba.88 Lince fue un cazabombardero utilizado por la Regia Aeronautica durante la Segunda Guerra Mundial. Su diseño aerodinámico y tren de aterrizaje retráctil eran muy avanzados en su momento. Después de su debut en 1937, el avión estableció varios récords mundiales de velocidad. Sin embargo, cuando se instaló equipo militar en los ejemplares de producción, sus prestaciones y características de vuelo se vieron notablemente reducidas. Finalmente, su carrera operativa se vio truncada, y los restantes Ba.88 se utilizaron como señuelos en los aeródromos operacionales para inducir a error al reconocimiento y ataques del enemigo. 

## Diseño y desarrollo
El 20 de enero de 1936, la Regia Aeronautica solicitó a todas las compañías de aviación un nuevo avión bimotor multipropósito. Las especificaciones solicitaban un avión capaz de alcanzar una velocidad máxima de al menos 470 km/h), tener un techo de servicio de 6000 m, una autonomía de 2000 km y un armamento de varias ametralladoras de 12,7 mm y cañones de 20 mm. Varias empresas respondieron a dicha solicitud con sus proyectos; al final se eligió la propuesta de la firma Breda designada Breda Ba.88; el proyecto procedía del abortado Ba.75 también diseñado por Giuseppe Panzeri y Antonio Parano. La idea de los diseñadores era hacer del Ba.88 un avión multipropósito biplaza, lo que en esencia significaba que sería adecuado para el reconocimiento de largo alcance, operaciones de bombardeo y servir como un avión de combate pesado similar al Messerschmitt Bf 110 .

### Descripción técnica
El Ba.88 era un monoplano bimotor biplaza de construcción totalmente metálica de ala alta; empleó un diseño de fuselaje "concéntrico", con una estructura de tubos de acero y una cubierta de láminas metálicas (con una sección transversal del fuselaje muy pequeña). Sin embargo, esta estructura interna de carga era muy compleja y de diseño anticuado, en un momento en que los diseños monocasco comenzaban a desarrollarse en otros países. Los puntales internos resultaron en un peso excesivo. El estrecho fuselaje conllevó a que el Ba.88 llevará bombas en una estructura semi-externa en detrimento de la aerodinámica del avión. Las alas completamente metálicas albergaban las góndolas de los motores,que en el prototipo eran los radiales Isotta Fraschini K.14 de 671 kW (900 hp). Los elementos principales del tren de aterrizaje y la mayoría de los doce depósitos de combustible autosellantes , con una capacidad total de 1586 l. Las tres unidades del tren de aterrizaje eran retráctiles, lo cual era inusual para la época.
Los aviones de serie estaban propulsados por dos motores radiales Piaggio P.XI refrigerados por aire; eran del mismo tipo que el utilizado en otros proyectos, como en el Reggiane Re.2000 con hélices Breda tripalas de velocidad constante de 3,2 m de diámetro. Las góndolas motoras alojaban las dos unidades principales del tren de aterrizaje. El avión tenía una cola bideriva para proporcionar a la ametralladora dorsal 7.7 mm Breda-SAFAT un mejor campo de tiro. El avión estaba armado con tres ametralladoras Breda de 12,7 mm montadas en el morro con 400, 450 y 400 proyectiles respectivamente; otra Breda de 7,7 mm con 250-500  proyectiles con un campo de tiro alto fue instalada en la cabina trasera controlada por un complejo sistema eléctrico motorizado. Se instaló una moderna mira reflectora "San Giorgio", y también, se dispuso instalar un cañón de 20 mm en lugar de la ametralladora central del morro. La carga útil estaba compuesta por tres bombas de 50, 100 y 250 kg, o un dispensador Nardi para 119 bombetas de 2 kg. Todas estas armas le dieron al Ba.88 un armamento impresionante para su época. La cabina del piloto estaba completamente equipada, y entre otros instrumentos contaba con un indicador de velocidad del aire capaz de leer hasta 560 km/h, giroscopio y un altímetro (útil hasta 8000 m / 26250 pies).

### Ba. 88, el avión rompe récords
A pesar de su excesivo peso estructural, el prototipo de cola única estableció un récord de velocidad en un circuito de 100 km el 1 de abril de 1937 al alcanzar 517,84 km/h arrebatando el récord de Francia. Se obtuvo otro récord el 10 de abril de 1937 cuando alcanzó 475 km/h en un recorrido de más de 1000 km pilotado por Furio Niclot Doglio ; en ambas ocasiones, el prototipo Ba.88 estaba propulsado por dos motores  Isotta Fraschini K.14 de 671 kW (900 hp). Esta velocidad récord se incrementó a 554 km/h, cuando, el prototipo fue modificado, con una cola bideriva, y motores Piaggio P.XI RC.40 de 746 kW (1029 hp), así batió los anteriores récords alemanes en un circuito de 100 km alcanzando una velocidad promedio de 554,4 km/h con 1000 kg de carga) el 5 de diciembre de 1937. Finalmente, el 9 de diciembre del mismo año, estableció otro récord mundial al promediar 524 km/h sobre 1000 km con una carga de 1000 kg.
El Ba.88 tenía todas las especificaciones de diseño para ser un cazabombardero pesado muy efectivo. Con una línea delgada y aerodinámica, elogiada por todos los observadores aéreos, una robusta estructura, gran potencia de fuego, largo alcance y alta velocidad y con la misma potencia de bombarderos medios como el Fiat BR.20 (pero con 9/10 toneladas vs 5/6 t). A pesar de su prometedor comienzo, la adición de equipos militares en los aviones de la serie de producción resultó en una elevada carga alar y efectos aerodinámicos perjudiciales, con la correspondiente pérdida de rendimiento por debajo de cualquier nivel razonable. El contrato se canceló posteriormente, sin embargo, la producción se reanudó más tarde, principalmente por razones políticas para evitar el cierre de las líneas de producción de Breda y su compañía filial IMAN.

### Producción
Los números de producción de la primera serie (la producción comenzó en 1939) fueron de 81 ejemplares (MM 3962-4042) fabricados por Breda y 24 por IMAM (MM 4594-4617). La primera serie incluyó ocho entrenadores, con un asiento elevado para el segundo piloto. Este fue uno de los pocos aviones de combate que tenía una versión de entrenador, pero no fue suficiente para evitar el fracaso general del programa. 
La segunda serie totalizó 19 construidos por Breda (4246-4264) y 24 por IMAM (MM: 5486-5509) equipados con pequeños anillos de capota del motor. Hubo una evolución limitada en esta serie, y la segunda serie se envió principalmente directamente al depósito de chatarra. 

### Historia operacional
Dos Gruppi fueron equipados con el Breda Ba.88 en junio de 1940, operando inicialmente desde Cerdeña contra los principales aeródromos de Córcega con doce aviones del 19 Gruppo Autonomo el 16 de junio de 1940 y el 19 nueve Ba.88 repitieron los ataques. Las tripulaciones pronto descubrieron que los Breda estaban faltos de potencia y carecían de agilidad, pero la falta de oposición de cazas enemigos resultó en que pudieran realizar sus misiones sin pérdidas.
Más tarde, 64 aviones se convirtieron en la porción operativa del 7º Gruppo en el teatro del norte de África con el 19º Gruppo estacionado en Cerdeña, pero su rendimiento continuo siendo extremadamente pobre, por que el 7º Gruppo no realizó misiones desde finales de junio hasta septiembre, cuando comenzó la ofensiva italiana contra las fuerzas británicas desde Libia. De los tres aviones utilizados, uno ni siquiera fue capaz de despegar, y otro no podía girar y se vio obligado a volar directamente desde su base en Castelvetrano (Sicilia) a Sidi Rezegh (Libia). Aun con los filtros anti-arena instalados, se informó una inaceptable velocidad horizontal máxima de 250 km/h en algunos casos e incluso varias unidades no pudieron despegar. Estos aviones fueron equipados con dispensadores Nardi "Spezzoniera" (con 119 bombetas de 2 kg), 1000 cartuchos para las tres ametralladoras de 12.7 mm  y 500 para las Breda de 7.7 mm. En otros casos, aunque no se cargaron de munición y bombas a plena capacidad y el avión se aligeró al eliminar la ametralladora trasera, el observador, las bombas y algo de combustible, la disminución del peso no afectó sustancialmente el rendimiento del avión.
A mediados de noviembre, solo cinco meses después del comienzo de la guerra, la mayoría de los Ba.88 supervivientes habían sido eliminados gradualmente como bombarderos y despojados de equipos útiles,  se dispersaron por los aeródromos operativos como señuelos. Este fue un final degradante para el nuevo y teóricamente poderoso avión; lo que obligó a la Regia Aeronautica a utilizar aviones totalmente desactualizados en el norte de África, como los Breda Ba.65 y Fiat CR.32 . Como problema adicional, la Regia Aeronautica permaneció durante el resto del conflicto sin ningún caza pesado adecuado, una debilidad notable para un arma aérea importante.
Se habían desarrollado proyectos similares de "caza destructor pesado" en varios países; en Francia, el Breguet Br.690\693, que con motores con solo una potencia conjunta de 1044 kW (1400 hp), era más capaz que el Ba.88. A pesar de algunos problemas de fiabilidad, el Br.690 mostró una utilidad práctica que el Breda nunca logró. Es notable que el Ba.88 también fuera contemporáneo del Messerschmitt Bf 110 , sin grandes diferencias en potencia, peso, relación potencia/peso o carga alar; pero, la diferencia en el éxito fue inmensamente a favor del Bf 110.
Niclot fue el único piloto capaz de volar este avión en su mejor momento (y solo en la versión récord, que era mucho más ligera), mientras que el piloto promedio no era capaz de usarla de manera efectiva. A pesar de sus impresionantes récords mundiales y su forma agresiva y aerodinámica, el Ba.88 fue un fracaso y no pudo realizar misiones de combate. Su estructura era demasiado pesada, el ala alta soportaba una excesiva carga, y los motores no eran confiables con una potencia insuficiente ya que el Piaggio P.XI era bastante potente, pero, nunca confiable, lo que condujo también al fracaso general del Reggiane Re.2000 . (Hungría sustituyó los motores por otros similares para los primeros ejemplares producidos con licencia).
Tres Ba.88 fueron modificados por la factoría Agusta a finales de 1942 para servir como aviones de ataque terrestre. En el Ba.88M se aumentó la envergadura en 2 m  para aliviar los problemas de carga alar, y se instalaron frenos de picado, motores Fiat A.74 RC.38 de 858 hp, (640 kW) y un armamento de morro aumentado a cuatro ametralladoras Breda-SAFAT de 12,7 mm.; evaluados en Guidonia, fueron entregados al 103  Gruppo Autonomo Tuffatori en Lonate Pozzolo el 7 de septiembre de 1943, un día antes del armisticio italiano. Más tarde fueron evaluados por los pilotos de la Luftwaffe y esa fue la última vez que se supo del avión.

## Especificaciones técnicas (Ba.88)
Referencia datos: Enciclopedia Ilustrada de la Aviación, Vol. 4 págs 857-858 , Ed. Delta, Barcelona 1982 ISBN 84-55822-48-X

### Características generales
- Tripulación: 2
- Longitud: 10,79 m
- Envergadura: 15,6 m
- Altura: 3,1 m
- Superficie alar: 33,34 m²
- Peso vacío: 4650 kg
- Peso máximo al despegue: 6750 kg
- Planta motriz: 2× Piaggio P.XI RC.40, radial de 14 cilindros en doble estrella.
  - Potencia: 746 kW (1029 HP; 1014 CV) cada uno.
- Hélices: Breda
- Diámetro de la hélice: 3,2 m

### Rendimiento
- Velocidad nunca excedida (Vne): 490 km/h
- Velocidad crucero (Vc): 385 km/h
- Alcance: 1640 km
- Techo de vuelo: 8000 m
- Régimen de ascenso: 3000 m en 7 min y 30 seg

### Armamento
- Ametralladoras: 

  - 3 × Breda-SAFAT de 12,7 mm tiro frontal
  - 1 × Breda-SAFAT de 7,7 mm hacia atrás
- Bombas: Carga interna de 1000 kg

### Aeronaves similares
- Breguet 693
- Curtiss A-18 Shrike
- Fiat CR.25
- Focke-Wulf Fw 187
- Tupolev SB